# Тургумбаев, Ерлан Заманбекович
Ерлан Заманбекович Тургумбаев (каз. Ерлан Заманбекұлы Тургумбаев; род. 14 августа 1962) — Министр внутренних дел Республики Казахстан с 2019 по 2022 гг., генерал-лейтенант полиции.
С сентября 2022 года назначен Постоянным представителем РК при Региональной антитеррористической структуры Исполнительного комитета ШОС

## Биография
Родился в 1962 году в Алма-Ате. Происходит из рода шапырашты. Имеет высшее юридическое и высшее экономическое образование, ученую степень кандидата юридических наук (2004 г.).
Заслуженный работник Министерства внутренних дел Республики Казахстан.
Трудовую деятельность начал в 1984 году с должности оперуполномоченного уголовного розыска ОВД Саранского горисполкома Карагандинской области.
С 1986 по 2000 годы — занимал различные должности в следственно-оперативных подразделениях Алатауского и Калининского РУВД, а также ГУВД города Алматы.
С 2000 года — работал начальником Девятого департамента и Департамента криминальной полиции МВД Республики Казахстан.
С апреля 2003 года — начальник Департамента внутренних дел Северо-Казахстанской области МВД Республики Казахстан.
С мая 2006 года — председатель Следственного комитета Министерство внутренних дел Казахстана.
С июля 2006 года — начальник Департамента внутренних дел города Алматы МВД Республики Казахстан.
С декабря 2012 года — заместитель министра внутренних дел Республики Казахстан.
С февраля 2019 года по февраль 2022 года — министр внутренних дел Республики Казахстан.
С февраля 2022 года по 17 августа 2022 год — советник Президента Республики Казахстан.
Полный кавалер ордена «Даңқ» І и ІІ степени, награжден орденом «Айбын» ІІ степени, орденом «Барыс» II степени (2021), знаком «Кайсар» І степени, медалью «За вклад в развитие Евразийского экономического союза» (2019), юбилейными и ведомственными медалями.                                                                                                                                                                                                                                                                                                                                                                                                                                            